# Fehlatal
Das Fehlatal ist ein Naturschutzgebiet (NSG-Nummer 4.118) im Gebiet der Städte Gammertingen und Hettingen sowie der Gemeinde Neufra im baden-württembergischen Landkreis Sigmaringen. Die Unterschutzstellung erfolgte am 5. April 1984 (Verordnung durch das  Regierungspräsidiums Tübingen).

## Lage
Das 55,2 Hektar große Naturschutzgebiet liegt südwestlich von Gammertingen zwischen Neufra und Hettingen, es endet kurz vor der Mündung der Fehla in die Lauchert. Das Fehlatal liegt im Naturraum 095-Mittlere Flächenalb in der naturräumlichen Haupteinheit 09-Schwäbische Alb. Es ist außerdem Teil des 1658 Hektar großen FFH-Gebiets Nr. 7821341 Gebiete um das Laucherttal.

## Schutzzweck

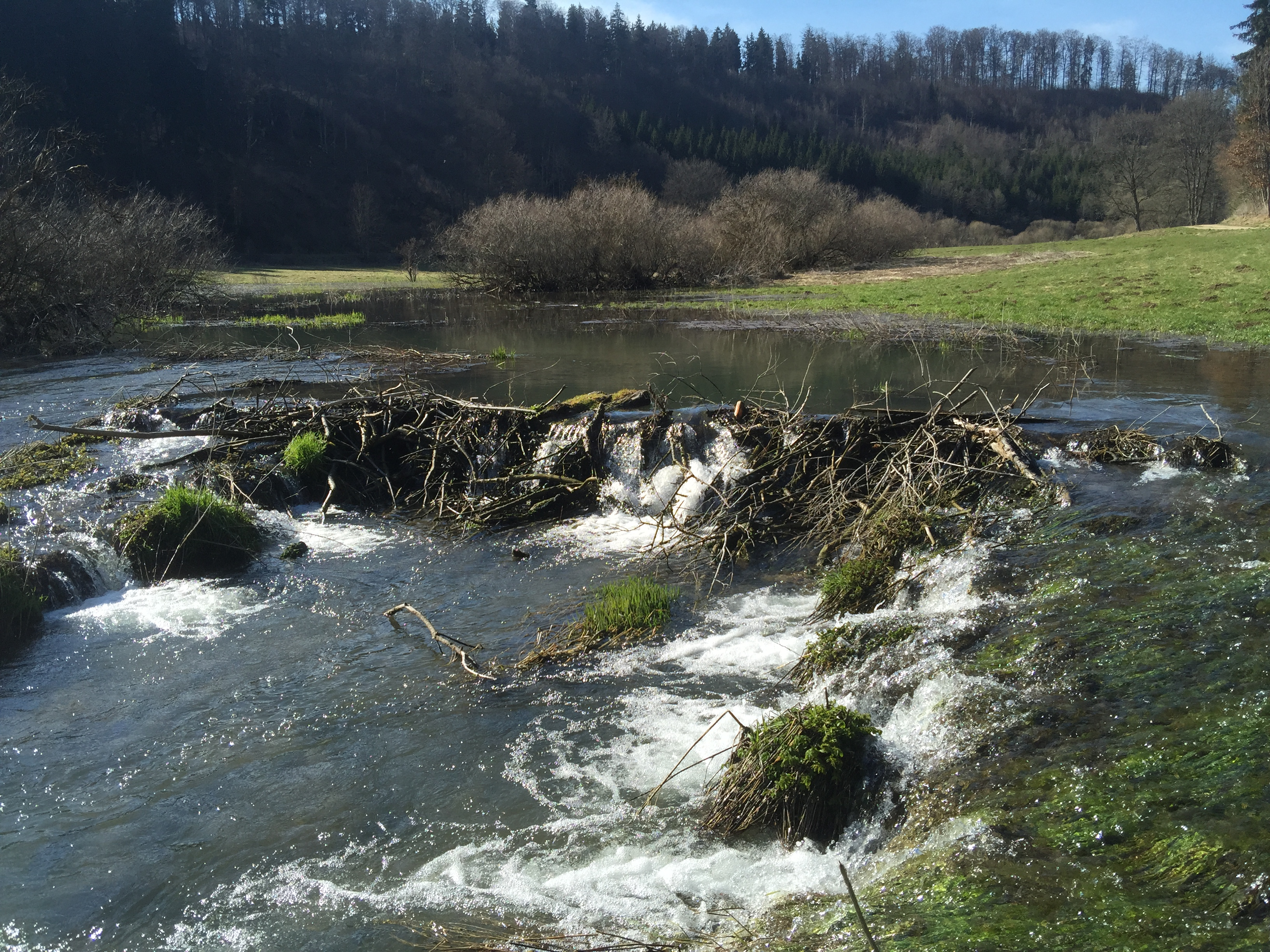
Biberdamm in Naturschutzgebiet (2015)

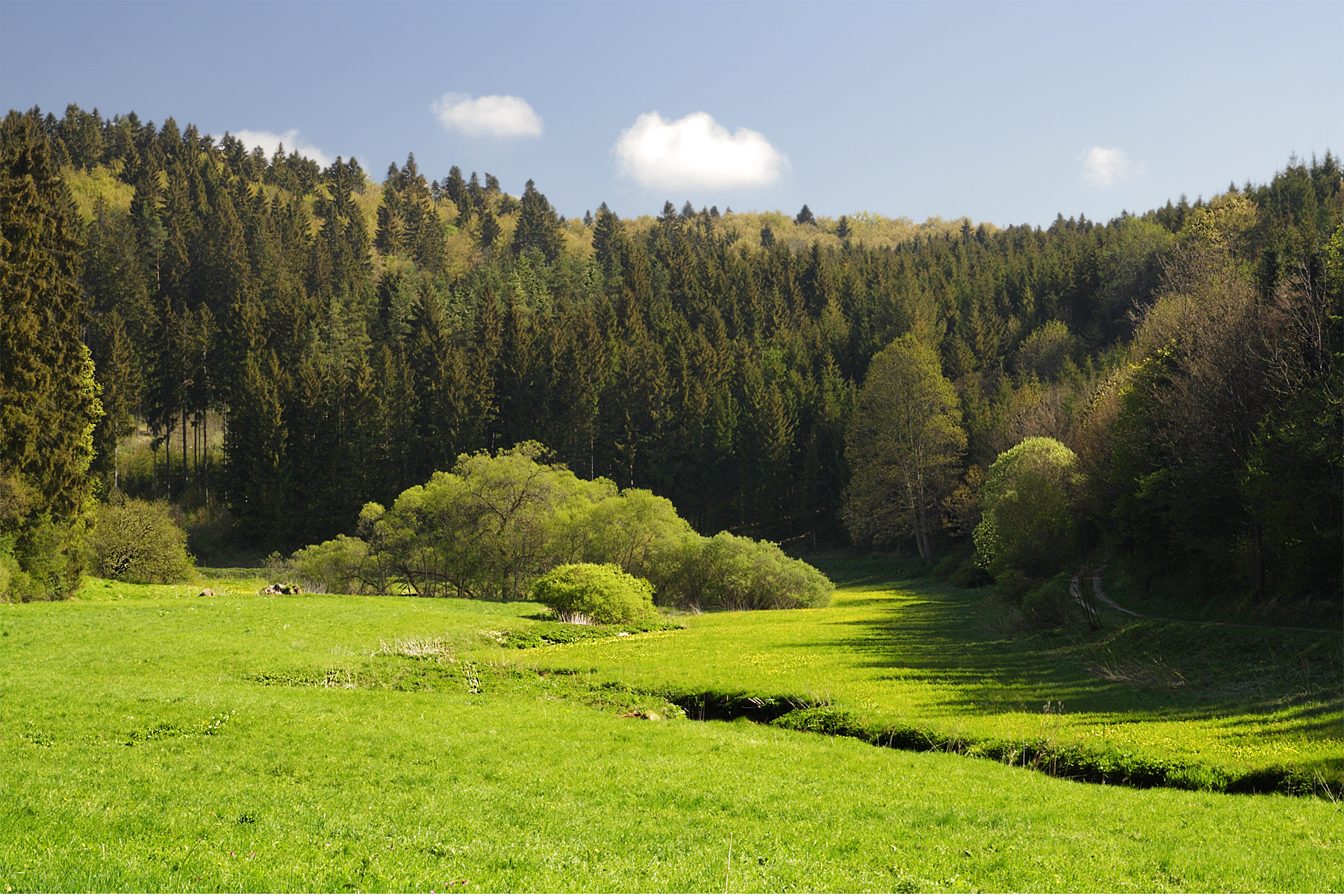
Naturschutzgebiet Fehla. Idyllisches Flusstal ohne moderne Verkehrsstränge (Straße, Bahngleise)

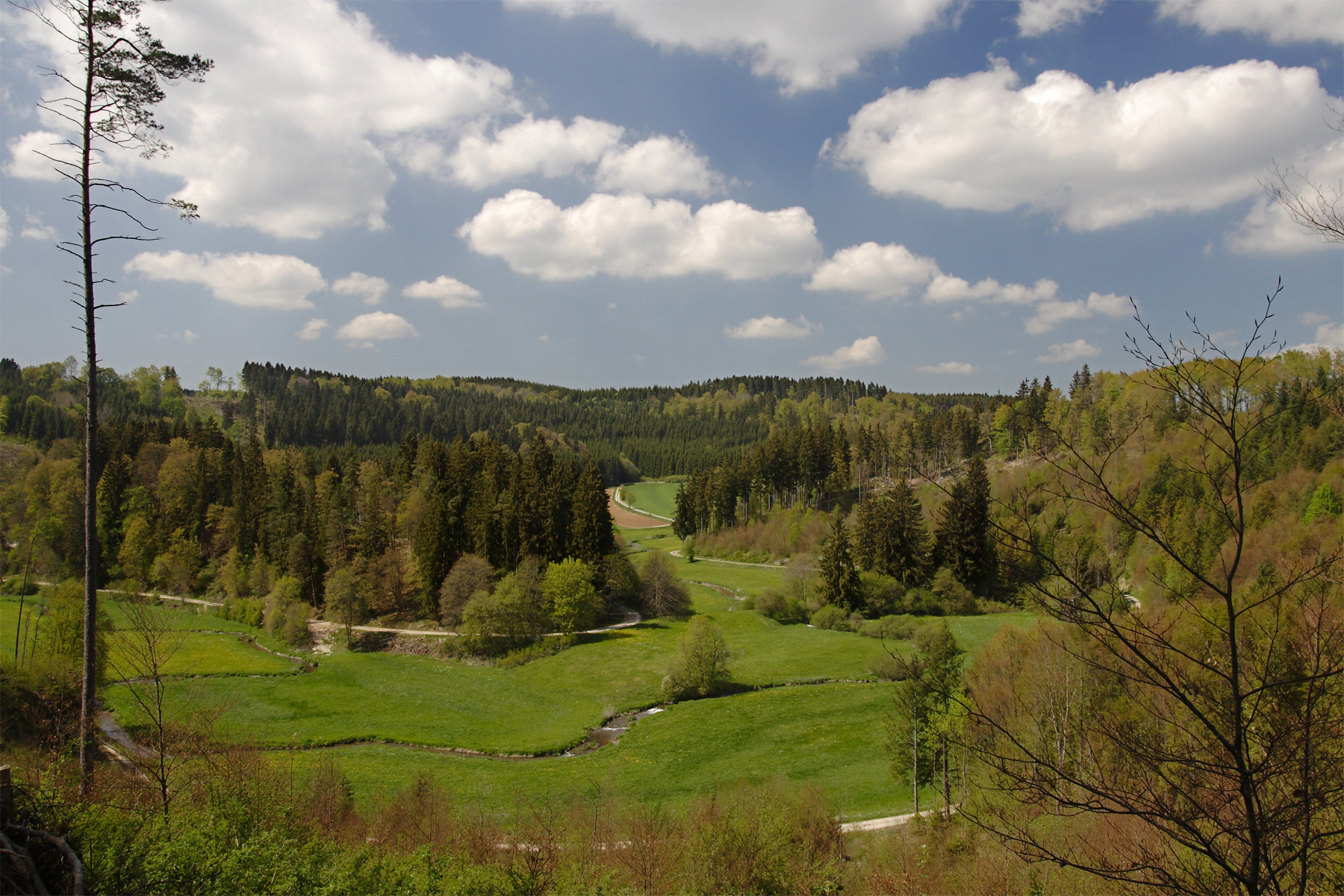
Talabschnitt und Fehla-Bach (Mittlere Kuppenalb) mäandern nahezu unberührt auf 9 km zwischen Neufra und Hettingen

Das Schutzgebiet soll vor allem das landschaftlich reizvolle und stille Wiesental der Fehla erhalten, die sich auf einer Strecke von acht Kilometern noch völlig unbegradigt in zahlreichen Mäandern dahinschlängelt. Dieser zwischen bewaldeten Talhängen liegende ungestörte Lebensraum soll in seiner Gesamtheit erhalten werden. Auf den humosen und kalkreichen Aueböden in der Talsohle breiten sich Auewiesen in ihrer typischen Abfolge aus: Vom Fluss zu den Talhängen hin finden sich nacheinander Flutrasen, Nasswiesen, Frischwiesen, Halbtrockenrasen und am Hangfuß schließlich die Waldsäume. Dass es bis heute auf einer Strecke von immerhin sieben Kilometern kein Haus und keine Straße gibt, macht das Tal mit seiner artenreichen Flora zu etwas Besonderem.
Bei genauem Hinsehen erkennt man noch alte Grabensysteme aus dem 19. Jahrhundert. Mit Hilfe dieser Gräben und kleiner Schleusen (Wasserfallen) wurden früher – wie in den meisten Albtälern – die Wiesen bewässert. Damit hielten die Bauern nicht nur ihre Futterwiesen auch in Trockenzeiten saftig, sondern düngten das Gras zugleich mit den Nährstoffen, die das Wasser mit sich führte. Dieses einfache Bewässerungssystem funktionsfähig zu halten, kostete einigen Aufwand; die Gräben mussten regelmäßig gesäubert werden. Mitte der 1960er Jahre gaben die letzten Bauern diese Arbeit im Fehlatal auf. Die Erhaltung und Wiederherstellung dieser historischen Wässerwiesenwirtschaft ist von landeskultureller Bedeutung.

### Partnerschutzgebiete
Das Fehlatal grenzt im Süden an das Landschaftsschutzgebiet Laucherttal mit Nebentälern (4.37.001) und ist Teil des FFH-Gebiets Gebiete um das Laucherttal (7821341).